# Aethaloessa
Aethaloessa là một chi bướm đêm thuộc họ Crambidae.

## Các loài
- Aethaloessa calidalis (Guenée, 1854)
- Aethaloessa floridalis (Zeller, 1852)
- Aethaloessa rufula Whalley, 1961